# 洋品牌
洋品牌（Foreign branding）是指對公司、商品和服務使用外國或聽起來像外國的品牌名稱，以暗示它們來自外國，通常是為了使它們看起來來自一個看起來有吸引力的地方，或在最不具有異國情調。如果原產國形像不佳，也可能會這樣做，以使客戶相信某公司和/或其產品源自更受好評的國家。
在非英语国家，许多品牌使用英语或美国风格的名称。在英语和其他非英语国家，许多化妆品和时尚品牌使用法国或意大利风格的名称。另外，日本、北欧及其他非本地的名称也在许多国家被用于类似效果。著名的例子有：哈根達斯。